# Корявко, Иван Порфирьевич
Иван Порфирьевич Корявко (20 августа [2 сентября] 1906, Пигаревка, Черниговская губерния — 16 июня 1980, Москва) — генерал-майор Советской Армии, участник Великой Отечественной войны, Герой Советского Союза (1945).

## Биография
Иван Корявко родился 20 августа (2 сентября) 1906 года в селе Пигаревка (ныне — Середино-Будский район Сумской области Украины). Рано остался без родителей, после окончания четырёх классов школы работал кузнецом, затем на строительстве водохранилища в Крыму. В 1926 году был призван на службу в Рабоче-крестьянскую Красную Армию. В 1930 году он окончил Ленинградское военно-инженерное училище, в 1938 году — Высшие академические курсы при Военно-инженерной академии. В 1940 году в звании подполковника руководил в Прибалтийском особом военном округе 5-м управлением оборонительного строительства, возводившим оборонительные рубежи в районе Паланги и Кретинга. С июня 1941 года — на фронтах Великой Отечественной войны. Принимал участие в боях на Северо-Западном, Донском, Сталинградском, Южном, 2-м и 4-м Украинском фронтах. Участвовал в Сталинградской битве, освобождении Краснодарского края, Украинской ССР, Крыма, Польши.
К январю 1945 года полковник Иван Корявко командовал 23-й моторизованной штурмовой инженерно-сапёрной бригадой 13-й армии 1-го Украинского фронта. Отличился во время форсирования Одера. Когда передовые части армии вышли к Одеру в районе Штейнау (ныне — Сцинава) и обнаружили, что мост взорван противником, бригада Корявко получила приказ навести новый. Первый построенный ей мост был сорван ледоходом, и тогда части бригады успешно соорудили ещё два высоких моста, по которым остальные части успешно переправились. Все работы велись в исключительно тяжёлых условиях постоянных бомбардировок и артобстрелов.
Указом Президиума Верховного Совета СССР от 6 апреля 1945 года за «умелое руководство боевыми действиями инженерно-саперной бригады по захвату плацдарма на правом берегу реки Одер, за мужество и отвагу, проявленные в боях с врагом» полковник Иван Корявко был удостоен высокого звания Героя Советского Союза с вручением ордена Ленина и медали «Золотая Звезда» за номером 6063.
После окончания войны Корявко продолжил службу в Советской Армии. В 1958 году в звании генерал-майора он был уволен в запас. Проживал в Москве в «Генеральском доме» (Ленинградский проспект, 75). 

Могила Корявко на Кунцевском кладбище Москвы.

Умер 16 июня 1980 года, похоронен на Кунцевском кладбище Москвы.
Был награждён двумя орденами Ленина, тремя орденами Красного Знамени, орденами Богдана Хмельницкого 2-й степени и Отечественной войны 1-й степени, двумя орденами Красной Звезды, польским орденом «Крест Грюнвальда» 3-й степени, рядом медалей.

## Память
Почётный гражданин города Армянск.
В честь Корявко назван микрорайон в Армянске.